# Jim Al-Khalili
Jim Al-Khalili, all'anagrafe Jameel Sadik Al-Khalili (Baghdad, 20 settembre 1962), è un fisico e divulgatore scientifico britannico.

## Biografia
Jameel Sadik " Jim " Al-Khalili ( in arabo : جميل صادق الخليلي )  è un fisico teorico e divulgatore scientifico iracheno-britannico . È professore di fisica teorica presso l' Università del Surrey . È un presentatore e conduttore regolare di programmi scientifici alla radio e alla televisione della BBC e un frequente commentatore di scienza in altri media britannici.
Nel 2014 Al-Khalili è stato nominato leader RISE (Recognising Inspirational Scientists and Engineers) dall'Engineering and Physical Sciences Research Council (EPSRC) del Regno Unito.  È stato presidente di Humanists UK tra gennaio 2013 e gennaio 2016. 
Nasce a Baghdad da padre iracheno e da madre inglese. Nel 1979 stabilisce la propria residenza nel Regno Unito. Specialista in biologia quantistica, fisica nucleare e meccanica quantistica, è professore di fisica teorica all'Università del Surrey. Ha condotto diverse produzioni a tema scientifico della BBC ed è ospite abituale in numerose trasmissioni scientifiche britanniche. Conduce il programma settimanale La Vita Scientifica per il canale radio BBC4. Dal gennaio 2013 è presidente dell'Associazione umanistica britannica. Nel 2018 è entrato nella Royal Society.

## Primi anni di vita e istruzione
Nasce da padre ingegnere dell'aeronautica militare irachena e madre inglese impiegata come bibliotecaria.  Al-Khalili si stabilì definitivamente nel Regno Unito nel 1979. 
Dopo aver completato (e ripreso) i suoi A-level in tre anni fino al 1982,  studiò fisica all'Università del Surrey e si laureò con una laurea in scienze nel 1986. Rimase al Surrey per conseguire un dottorato di ricerca in teoria della reazione nucleare, che ottenne nel 1989, piuttosto che accettare un'offerta di lavoro dal National Physical Laboratory . 

## Carriera e ricerca
Nel 1989 gli è stata assegnata una borsa di studio post-dottorato del Science and Engineering Research Council (SERC) presso l'University College di Londra, nel 1991 torna al Surrey come assistente di ricerca per poi diventarne docente.  Nel 1994 gli viene  assegnata una borsa di studio per la ricerca avanzata dell'Engineering and Physical Sciences Research Council (EPSRC) per cinque anni,  durante i quali si è affermato come uno dei principali esperti di modelli matematici di nuclei atomici esotici. Ha pubblicato ampiamente nel suo campo. 
E' professore di fisica e titolare della cattedra di Public Engagement in Science all’Università del Surrey.  È stato fiduciario (2006-2012) e vicepresidente (2008-2011) della British Science Association.  Ha inoltre ottenuto una borsa di studio EPSRC Senior Media. 
Gli è stato conferito il premio Michael Faraday della Royal Society of London per la comunicazione scientifica nel 2007  ed è stato eletto membro onorario della British Association for the Advancement of Science. È membro dell'Institute of Physics dal 2000, anno in cui ha ricevuto anche il Public Awareness of Physics Award dell'Instituto.  Ha tenuto numerose conferenze in tutto il mondo, in particolare per il British Council. È membro del British Council Science and Engineering Advisory Group,  membro del Royal Society Equality and Diversity Panel,  esaminatore esterno per il Dipartimento di Fisica e Astronomia dell'Open University, membro del comitato editoriale della rivista open access PMC Physics A e redattore associato di Advanced Science Letters. È anche membro del comitato consultivo del Cheltenham Science Festival.
Nel 2007 è stato giudice del premio BBC Samuel Johnson  per la saggistica ed è stato giudice di celebrità alle finali del National Science & Engineering Competition presso The Big Bang Fair. È stato nominato Ufficiale dell'Ordine dell'Impero Britannico (OBE) in occasione del compleanno del 2008.  Nel 2012 ha tenuto le Gifford Lectures su Alan Turing: l'eredità di un decifratore di codici presso l'Università di Edimburgo.  Nel 2013 gli è stata conferita una laurea honoris causa (DSc) dall'Università di Londra.  Al-Khalili è stato eletto membro della Royal Society nel 2018  ed eletto membro onorario della Royal Academy of Engineering nel 2023. 
È stato nominato Comandante dell'Ordine dell'Impero Britannico (CBE) in occasione del compleanno del 2021 per i servizi alla scienza e l'impegno pubblico nei settori STEM . 

## Vita privata
È sposato dal 1986 con l'artista Julie Frampton.

## Opere
In Italia Bollati Boringhieri ha pubblicato:
- La fisica del diavolo. Maxwell, Schrödinger, Einstein e i paradossi del mondo 2012, ISBN 9788833923123
- La casa della saggezza. L'epoca d'oro della scienza araba 2013, ISBN 9788833923116
- La fisica dei perplessi. L'incredibile mondo dei quanti 2014, ISBN 9788833925158
- La fisica della vita. la nuova scienza della biologia quantistica 2015, coautore Johnjoe McFadden, ISBN 9788833923000
- Alieni. C’è qualcuno là fuori 2017, ISBN 9788833975320
- Sunfall 2019
- Il mondo secondo la fisica 2020, ISBN 9788833934778
- Le gioie della scienza 2022, ISBN 9788833941097

Con Edizioni Dedalo ha pubblicato:
- Buchi neri, wormholes e macchine del tempo, nuova edizione 2018, ISBN 9788822068798

## Trasmissioni televisive
- I segreti della fisica quantistica - 1: Che vita sia
- I segreti della fisica quantistica - 2: L'incubo di Einstein
- Il tutto e il nulla - 2 episodi